# Alemania Occidental en los Juegos Olímpicos de Grenoble 1968
Alemania Occidental estuvo representada en los Juegos Olímpicos de Grenoble 1968 por un total de 87 deportistas que compitieron en 10 deportes.  
El portador de la bandera en la ceremonia de apertura fue el deportista de luge Hans Plenk.

## Medallistas
El equipo olímpico alemán obtuvo las siguientes medallas:
| Nombre                            | Deporte               | Competición  |
| --------------------------------- | --------------------- | ------------ |
| Oro                               |                       |              |
| Franz Keller                      | Combinada nórdica     | Individual M |
| Erhard Keller                     | Patinaje de velocidad | 500 m M      |
| Plata                             |                       |              |
| Horst Floth Pepi Bader            | Bobsleigh             | Doble M      |
| Christa Schmuck                   | Luge                  | Individual F |
| Bronce                            |                       |              |
| Angelika Dünhaupt                 | Luge                  | Individual F |
| Wolfgang Winkler Fritz Nachmann   | Luge                  | Doble M      |
| Margot Glockshuber Wolfgang Danne | Patinaje artístico    | Parejas      |